# Winston Hills, New South Wales
Winston Hills este o suburbie în Sydney, Australia.